# آبامانیا
| بررسی انتقادی | بررسی انتقادی |
| منبع          | رتبه‌بندی      |
| ------------- | ------------- |
| آل‌میوزیک      | [ ۱ ]         |

آبامانیا (انگلیسی: ABBAmania) یک آلبوم ادای احترام به ابرگروه سوئدی دیسکو-پاپ آبا است که در سال ۱۹۹۹ منتشر شد. این آلبوم به‌دنبال یک برنامه از آی‌تی‌وی به همین نام منتشر شد و هنرمندان مختلف بریتانیایی و ایرلندی تک‌آهنگ‌های آبا را بازخوانی کردند، به جز «او را بسیار خوب می‌شناسم» که نشات‌گرفته از نمایش موزیکالی به نام «شطرنج» بود. اگرچه ترانه‌سرایان آن موزیکال هم بنی آندشون و بیورن اولویوس نوشته شده است.

## فهرست ترانه‌ها
1. «پول، پول، پول» – مدنس
2. «تمام عشقت را تقدیم من کن» – استپز
3. «رؤیایی دارم» – وست‌لایف
4. «چیکیتیتا» – استیون گیتلی
5. «بده! بده! بده!» – دنیس ون اوتن
6. «آیا می‌خواهی» – کاپر کلاب
7. «ماما میا» – مارتین مک‌کاچن
8. «ملکه رقصان» – اس کلاب ۷
9. «او را بسیار خوب می‌شناسم» – استپز
10. «مادرت می‌داند؟» – بی*ویچد
11. «همه‌چیز به برنده تعلق دارد» – کرز
12. «به‌خاطر موسیقی از آبا سپاسگزار باش» – استپز، تینا کازینز، کلئوپاترا، بی*ویچد، بیلی پایپر
(اجرا در جوایز بریت)